# Фокино (Воротынский район)
Фокино — село в Воротынском районе Нижегородской области, центр Фокинского сельсовета.

## География
Село расположено на правом, высоком берегу реки Волги, которая протекает севернее села.
С восточной стороны открываются просторы бывшей волжской поймы, ограждённой длинной дамбой (Фокинская сельхознизина). К югу и к западу от села — овражно-балочный комплекс Фадеевых гор (восточная их граница).

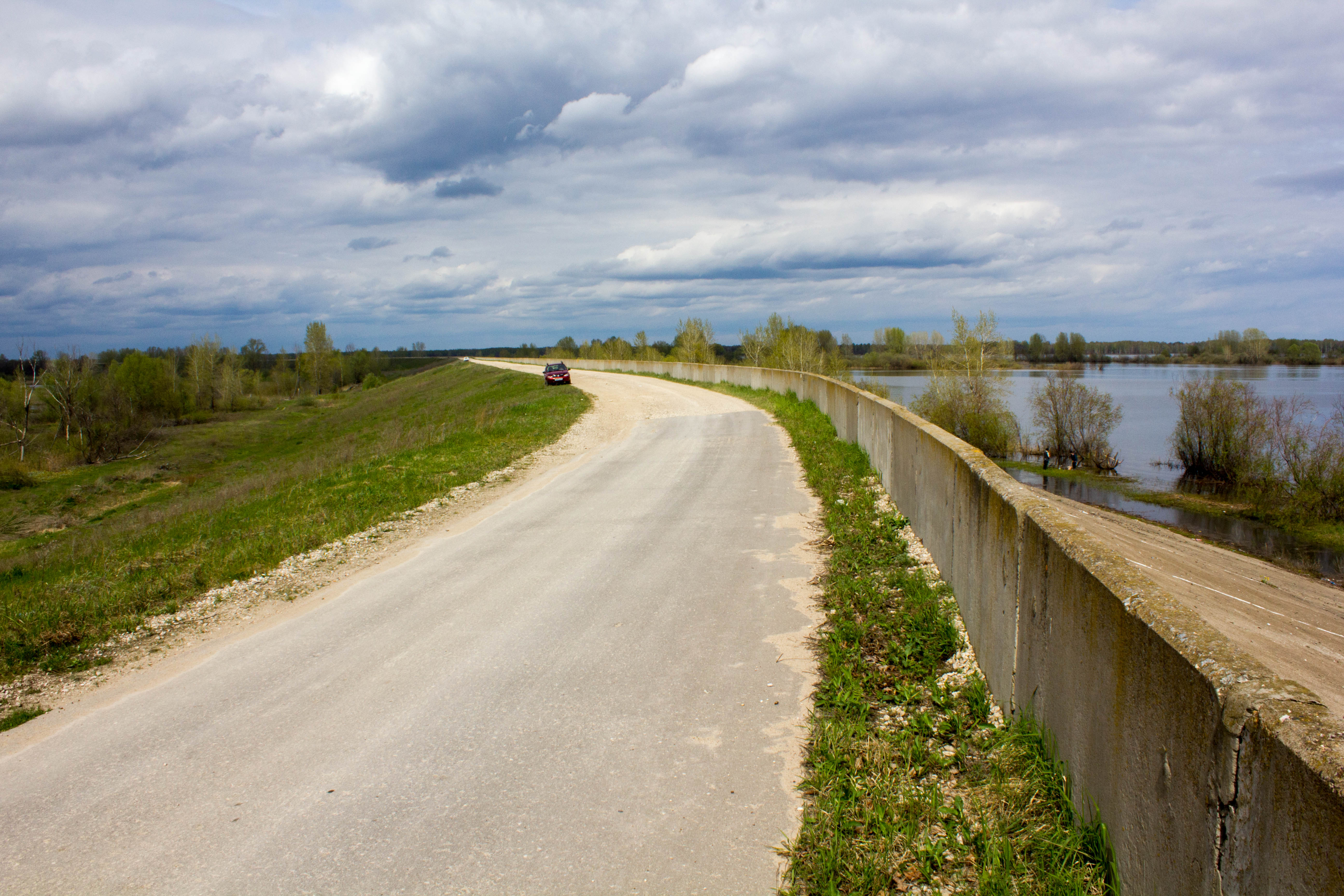
Дорога по дамбе в Фокино

## Население
| 2002 | 2010  |
| ---- | ----- |
| 1430 | ↘1218 |

## История
Первое письменное упоминание Фокина в документах истории относится к 1569 году и содержится в духовной грамоте (завещании) князя Михаила Ивановича Воротынского. Там, при перечислении населённых мест, которые были переданных князю из казны в 1569 г., читаем: «…в Нижнем Новеграде село Княинино да к тому же селу Княинину в Василегород[цком] уезде Фокино селище». Местные краеведы название села связывают с именем разбойника Фоки или, наоборот, богатыря, однако это не находит документальных подтверждений в источниках и поэтому может рассматриваться не более, чем фольклор.

## Садоводство
Многие годы село славилось широким распространением садоводства (в основном, яблони, вишни). Наряду с большими приусадебными участками до сих пор сохранился большой колхозный сад. Выращенную продукцию перерабатывали на местном консервном заводе (ныне посёлок Приволжский).

## Фокино в литературе
- Анатолий Рыбаков. «Екатерина Воронина». Роман
- Александр Николаевич Радищев. «Записки путешествия из Сибири». 1797
- Евгений Федоров. «Каменный пояс» стр.714.